# Nephodia manchata
Nephodia manchata är en fjärilsart som beskrevs av Paul Dognin 1893. Nephodia manchata ingår i släktet Nephodia och familjen mätare. Inga underarter finns listade i Catalogue of Life.